# Condado de Bexar
O Condado de Bexar (em inglês:  Bexar County) é um dos 254 condados do estado americano do Texas. A sede e cidade mais populosa do condado é San Antonio. Foi fundado em 20 de dezembro de 1836 e o seu nome provém da cidade espanhola de Béjar.
Com pouco mais de 2 milhões de habitantes, de acordo com o censo nacional de 2020, é o quarto condado mais populoso do estado e o 16º mais populoso do país. É também o quarto mais densamente povoado do estado.

## Geografia
De acordo com o Departamento do Censo dos Estados Unidos, o condado possui uma área de 3 253,2 km², dos quais 3 212,4 km² estão cobertos por terra e 40,8 km² (1,3%) por água.

## Demografia
Segundo o censo nacional de 2020, o condado possui uma população de 2 009 324 habitantes e uma densidade populacional de 625,5 hab/km². Seu crescimento populacional na última década foi de 17,2%, acima da média estadual de 15,9%. É o quarto condado mais populoso do Texas e o 16º mais populoso dos Estados Unidos. É também o quarto mais densamente povoado do estado.
Possui 794 173 residências que resulta em uma densidade de 247,2 residências/km² e um aumento de 19,8% em relação ao censo anterior. Deste total, 8,5% das unidades habitacionais estão desocupadas. A média de ocupação é de 2,5 pessoas por residência.
Desde 1900, o crescimento populacional médio do condado, a cada dez anos, é de 33,7%.